# 4000シリーズ 汎用ロジックIC

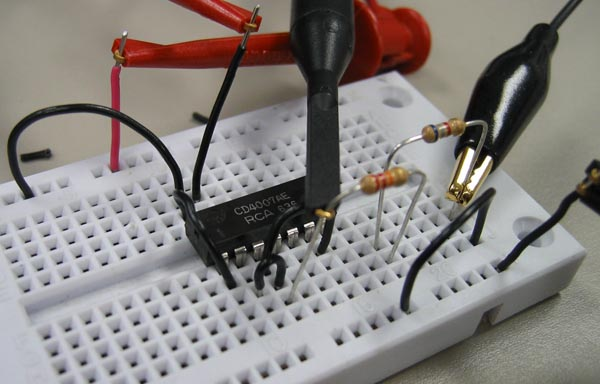
ソルダーレスブレッドボード上のCD4007A

4000シリーズは、RCAによって1968年に最初に販売されたCMOSの汎用ロジックICである。
同時期の他のあらゆるロジックファミリ（7400シリーズなど）よりも広い電源電圧範囲を有していた（Bシリーズの場合、3Vから18Vまでが推奨された）。
4000シリーズの初期の時代に活動していたほぼすべてのICメーカーが、4000シリーズを製造した。
その命名規則は、現在でも使われている。

## 歴史

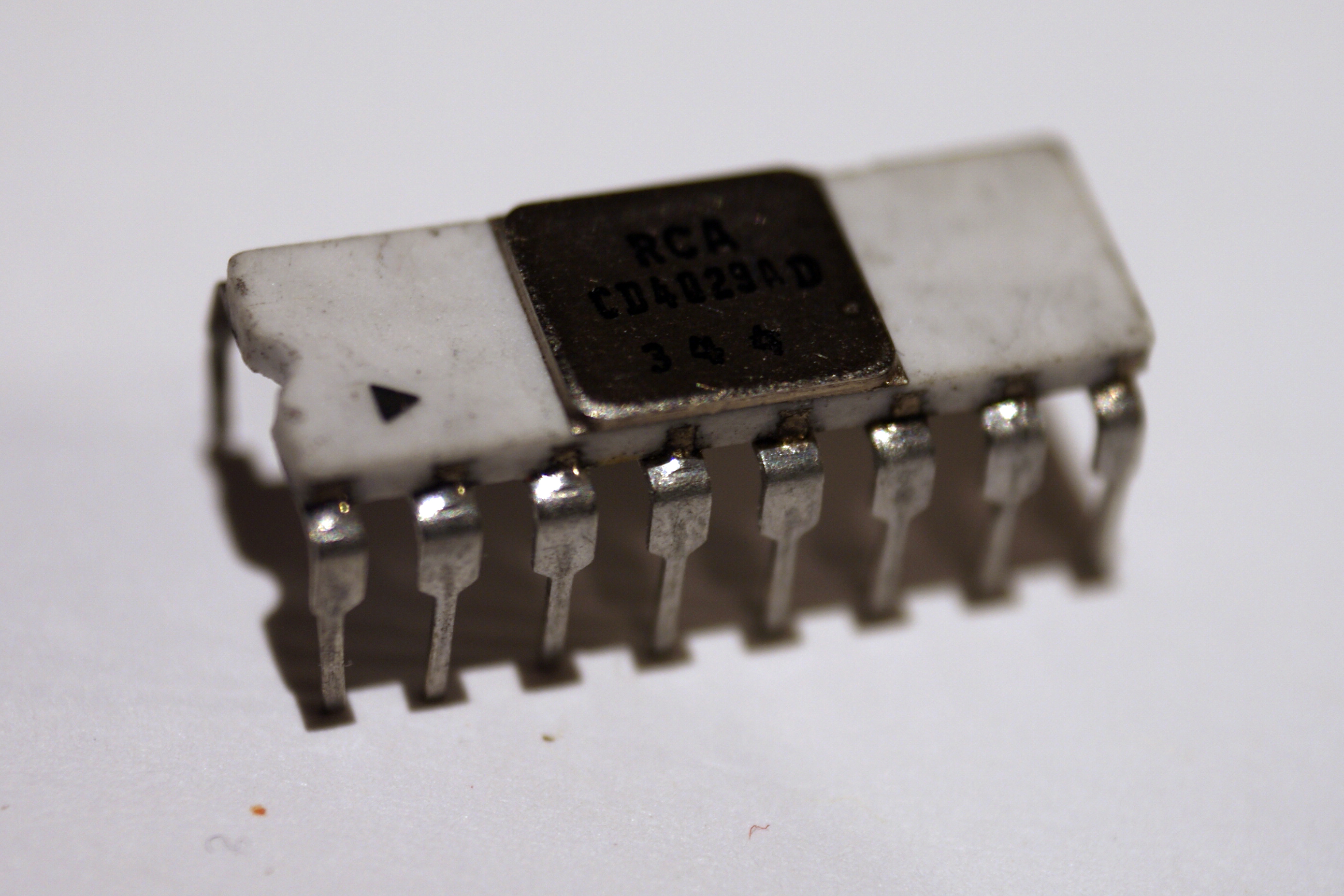
RCAによって製造された最初期のCD4029AカウンターIC。16ピンのデュアルインラインパッケージ（DIP-16）に収められている。

4000シリーズは、Transistor-transistor logic(TTL)の7400シリーズに対して低消費電力かつより多用途な代替品として、RCAから1968年にCD4000 COS/MOSシリーズとして販売された。
その論理機能は新しく導入されたCMOS（相補型MOS）技術で実装された。
初期段階でRCAは"COS/MOS"と命名して販売していたが、より短いCMOSという用語がその技術を表す業界好みの言葉として登場した。
4000シリーズの最初のチップは、アルバート・メドウィンによって率いられたグループによって設計された。
初期の頃、TTLに基づいた設計と比べて4000シリーズは比較的低速度であったため広く普及することはなかった。
初期の4000シリーズは、1 MHzでしか動作しなかったが、同時期のTTLは10 MHzで動作した。
速度の制限は、新しい製造方法によって最終的に克服された（メタルの代わりにポリシリコン（多結晶シリコン）の自己整合ゲートを使用したりした）。
これらのCMOSのICは、同時代のTTLと同等の性能を発揮した。
1970年代後半から1980年代にこのシリーズは、45xxと45xxxと命名された新モデルで拡張された。
しかし、それらは技術者によって今でも当然のように4000シリーズの一部とみなされている。
1990年代にいくつかの製造者（例えば、テキサス・インスツルメンツ）は、より高速な速度を提供するためにより新しいHCMOSに基づいた設計に4000シリーズを移行させた。

## 設計上で考慮するべき事項
TTLと比較して、4000シリーズはより単純な回路設計を可能とし、全体的に比較的低消費電力であり、電源電圧の範囲が広く、負荷容量は大きく増大した（ファンアウトに影響する）。
このことは、4000シリーズをLSI設計のプロトタイピングで使うための理想的なものとした。
TTLの集積回路（7400シリーズなど）も同様にモジュール化されているが、CMOSの4000シリーズのような対称的なドライブ強度はなかったので、出力に接続される負荷に対してより多くの検討が必要だった。
TTLと同じようにバッファ回路使った設計は、より多くの電流を駆動できる（バッファ回路使った設計は、主にオクタルラッチや3ステートドライバーのような入出力デバイスのために使われる）。
しかし、バッファ回路使った設計は、正しく減衰・収束させない限り、リンギング（過渡振動）を招くリスクが少し高くなる。 
多くのモデルは、高度に集積された回路を含んでいる。完全に統合された7セグメント表示カウンター、ウォーキング・リングカウンタ（ジョンソンカウンタ）、そして全加算器を含んでいる。

## 一般的なチップ
論理ゲート
フリップフロップ
- 4013 - 2個のD型フリップフロップ。各フリップフロップは、独立したDATA, Q, /Q, CLOCK, RESET, SET端子を持つ。
- 40174 - 16個のD型フリップフロップ。各フリップフロップは、独立したdata, Q端子を持つ。CLOCKとRESSET端子は共通。/QとSETはない。
- 40175 - 4個のD型フリップフロップ。各フリップフロップは、独立したdata, Q, /Qを持つ。CLOCKとRESSET端子は共通。SETはない。

カウンタ
- 4017 - 10端子出力のデコーダー付きのデコードカウンタ（ジョンソンカウンタ）[6]
- 4026 - 7セグメント数にデコードされた出力付きのデコードカウンタ。
- 40110 - 7セグメントディスプレイデコーダ付きアップダウンデコードカウンタ。25 mA出力ドライバー付き。
- 40192 - 4ビットBCDプリセット可能アップダウンデコードカウンタ
- 40193 - 4ビット2進数プリセット可能アップダウンデコードカウンタ

デコーダー
- 4028 - 4ビットBDCを10端子出力に変換するデコーダー（3ビット2進数を8端子出力へ変換する2進数デコーダーとしても使える）
- 4511 - 4ビットBDCを7セグメントへ変換するディスプレイデコーダ。25 mA出力ドライバー付き。

タイマー
- 4047 - 外部RC発振器付きの単安定/無安定マルチバイブレータ
- 4060 - 外部RC発振器付きの14ビットリプルカウンタ。シュミットトリガ入力に32.768 kHzの水晶振動子を接続可能。
- 4541 - 外部RC発振器付きの16ビットリプルカウンタ。

アナログ回路
- 4051 - 単一の8チャンネルアナログマルチプレクサ
- 4066 - 4個のSPSTアナログスイッチ